# Verwaltungsgemeinschaft Kemberg

Lage der VG Kemberg im Landkreis Wittenberg

Die Verwaltungsgemeinschaft Kemberg war eine Verwaltungsgemeinschaft im Landkreis Wittenberg im Osten des Bundeslandes Sachsen-Anhalt. Sie umfasste 2009 folgende Gemeinden:
- Dabrun
- Eutzsch
- Kemberg, Stadt
- Rackith
- Radis
- Rotta
- Schleesen
- Selbitz
- Uthausen
- Wartenburg

Sitz der Verwaltungsgemeinschaft war Kemberg.
Am 1. Juli 2005 wurde die Gemeinde Bergwitz, am 1. Januar 2006 die Gemeinde Ateritz, am 1. Januar 2007 die Gemeinde Dorna und am 1. Januar 2009 die Gemeinde Globig-Bleddin in die Stadt Kemberg eingemeindet.
Mit der Eingemeindung der verbliebenen 9 Gemeinden in die Stadt Kemberg am 1. Januar 2010 wurde die Verwaltungsgemeinschaft Kemberg aufgelöst.